# Mise (film)
Mise (též uváděno jako Misie, v anglickém originále The Mission) je britský dramatický film z roku 1986. Režisérem filmu je Roland Joffé. Hlavní role ve filmu ztvárnili Robert De Niro, Jeremy Irons, Ray McAnally, Aidan Quinn a Cherie Lunghi.

## Děj
Film se odehrává v Jižní Americe a jeho pozadím je konflikt mezi Španělskem a Portugalskem o koloniální nadvládu nad Jižní Amerikou. V 50. letech 18. století vstupuje španělský jezuitský kněz otec Gabriel do džungle v severovýchodní Argentině a východní Paraguayi, aby postavil misijní stanici a obrátil ke křesťanství guaraňskou komunitu. Guaraňové nejsou zpočátku příznivě naladěni ke křesťanství ani k cizincům obecně. Když Gabriel pošle kněze, aby s nimi navázal kontakt, uvážou ho na dřevěný kříž a pošlou jej na smrt do  vodopádů Iguaçu. Otec Gabriel se pak sám vydá na místo, vyleze na vrchol vodopádů a pokusí se s nimi navázat spojení hudbou z hobojem. Jeden z guaraňských bojovníků, když uvidí, že cizinec a jeho hudba jsou evropského původu, rozbije hoboj, hodí jej do vody a odchází. Otec Gabriel však nereaguje a zbývající Guaraňové (kteří byli hudbou fascinováni) mu dovolí žít a odvedou jej do své vesnice.
Díky ochraně, kterou poskytoval španělský zákon, byly jezuitské misie v bezpečí. Avšak po uzavření úmluvy v Madridu v roce 1750 došlo k přerozdělení jihoamerického území, na kterém se tyto mise nacházely, a to převážně do portugalských rukou, kde bylo otroctví legální. Portugalská koloniální správa se snaží domorodce znovu podrobit otroctví a nezávislé jezuitské mise by mohly tento záměr zmařit. Proto byl z Vatikánu vyslán papežský vyslanec kardinál Altamirano, bývalý jezuitský kněz, aby prozkoumal mise a rozhodl, které z nich, pokud některé, by měly být ponechány.
Pod tlakem jak od Cabezy, tak od portugalského zástupce Hontara je kardinál Altamirano nucen zvolit mezi dvěma zly. Pokud se postaví na stranu kolonistů, domorodci budou uvězněni v otroctví; pokud se postaví na stranu misí, celý řád Jezuitů může být odsouzen Portugalskem a evropská katolická církev by mohla být narušena. Altamirano navštíví mise a je udiven jejich výkonností a úspěchem, jak při obracení Indiánů, tak i ekonomicky. V misi otce Gabriela v San Carlu se snaží vysvětlit důvody uzavření misí a přikazuje Guaraní, aby odešli, protože "tak je to Boží vůle". Guaraňové zpochybňují platnost jeho tvrzení a argumentují, že Boží vůle byla usadit se a rozvíjet misi. Otec Gabriel a Mendoza, pod hrozbou exkomunikace, prohlašují, že pokud plantážníci a kolonisté zaútočí, mají v úmyslu bránit misi spolu s Guaraní. Jsou však rozděleni v tom, jak to udělat, a debatují o tom, jak reagovat na nadcházející vojenský útok. Otec Gabriel věří, že násilí je přímým zločinem proti Bohu. Mendoza se však rozhodne porušit své sliby a bránit misi vojensky. Proti přání otce Gabriela vyučuje domorodce evropskému umění války a opět vezme do rukou meč.
Když společná portugalská a španělská síly zaútočí, mise je nejprve bráněna Mendonzou, Johnem a Guaraní. Ačkoliv se dobře brání, nejsou proti vojenské síle rovnocenným soupeřem. Během toho, co se John snaží lákat portugalského velitele do pasti, je zabit. Mendoza je zasažen a smrtelně zraněn poté, co vojáci zničili past, což jim umožnilo vstoupit do vesnice. Když vojáci spatří bohoslužbu v kostele v misijní vesnici, váhají střílet. Když vojáci vstoupí do misijní vesnice, setkají se s pěním otce Gabriela a žen a dětí Guaraní, kteří jdou v náboženském procesí. Otec Gabriel vede procesí s monstrancí s Nejsvětější svátostí. Španělský velitel na to nedbá a nařizuje útok. Otec Gabriel, ostatní kněží a většina Guaraní, včetně žen a dětí, jsou systematicky zastřeleni. Po zastřelení otce Gabriela jeden muž vezme Nejsvětější svátost a pokračuje v průvodu. Do džungle se podaří uniknout jen hrstce dětí.
V posledním dialogu mezi kardinálem Altamirano a Hontarem, Hontar lituje, že co se stalo, se stalo nešťastnou událostí, ale nevyhnutelnou: "Musíme pracovat ve světě; svět je takový." Altamirano odpoví: "Ne, my jsme takový svět udělali. Já jsem ho takovým udělal." Několik dní poté se k místu masakru vrací kanoe s mladými dětmi a zachraňují několik věcí. Plují řekou hlouběji do džungle s myšlenkou, že na události nezapomenou. Poslední titulek uvádí, že mnoho kněžích i v dnešní době pokračuje v boji za práva domorodých lidí. Je zobrazen text Janova evangelia 1:5: "Světlo svítí v temnotě a temnota je nepohltila."

## Obsazení
| Robert De Niro | Rodrigo Mendoza     |
| Jeremy Irons   | otec Gabriel        |
| Ray McAnally   | kardinál Altamirano |
| Aidan Quinn    | Felipe Mendoza      |
| Cherie Lunghi  | Carlotta            |
| Ronald Pickup  | Don Hontar          |
| Chuck Low      | Don Cabeza          |
| Liam Neeson    | otec John Fielding  |

## Ocenění
Chris Menges získal za kameru k tomuto filmu Oscara, nominován byl i na cenu BAFTA. Ennio Morricone získal za hudbu k tomuto filmu Zlatý glóbus a cenu BAFTA, nominován byl i na Oscara. Robert Bolt získal Zlatý glóbus za nejlepší scénář, nominován byl i na cenu BAFTA. Cenu BAFTA získali i Ray McAnally za nejlepší mužský herecký výkon ve vedlejší roli a James Clark za nejlepší střih. Film byl dále nominován na dalších pět Oscarů (kategorie nejlepší film, režie, výprava, kostýmy, střih), tři Zlaté glóby (kategorie nejlepší drama, režie, mužský herecký výkon) a sedm cen BAFTA (nejlepší kostýmy, režie, film, scénář, výprava, zvuk, speciální efekty).